# Jim Mitchell (Spezialeffektkünstler)
James „Jim“ Douglas Mitchell (* 1960 in Newport News, Virginia) ist ein US-amerikanischer VFX Supervisor, der 1999 für Mein großer Freund Joe für den Oscar in der Kategorie Beste visuelle Effekte nominiert wurde. 

## Leben
Er wuchs in Newport News und ging auf die Denbigh High School. Zu Beginn seiner Karriere arbeitete er für sechs Jahre bei Interface Video, einem Post-Produktionsunternehmen in Washington, D.C. Dort wurde er Leiter der Animations- und Special-Effects-Abteilung. 
1990 wechselte er zu Industrial Light & Magic. Dort arbeitete in den folgenden Jahren an Filmen wie Terminator 2 – Tag der Abrechnung, Jurassic Park und Mars Attacks!. 1999 wurde er für Mein großer Freund Joe für den Oscar in der Kategorie Beste visuelle Effekte nominiert.
2005 gründete er gemeinsam mit Theresa Corrao die Filmproduktionsfirma Door 44 Films in London.

## Filmografie
- 1991: Terminator 2 – Tag der Abrechnung (Terminator 2: Judgment Day)
- 1992: Der Tod steht ihr gut (Death Becomes Her)
- 1993: Jurassic Park
- 1994: Die Maske (The Mask)
- 1995: Jumanji
- 1996: Mars Attacks!
- 1998: Mein großer Freund Joe (Mighty Joe Young)
- 1999: October Sky
- 1999: Sleepy Hollow
- 2001: Jurassic Park III
- 2002: Harry Potter und die Kammer des Schreckens (Harry Potter and the Chamber of Secrets)
- 2004: The Day After Tomorrow
- 2005: Harry Potter und der Feuerkelch (Harry Potter and the Goblet of Fire)
- 2008: 10.000 B.C. (10,000 BC)